# Фернандес Пертуссо, Хоакин
Хоакин Фернандес Пертуссо (исп. Joaquín Fernández Pertusso; род. 22 января 1999, Роча, Уругвай) — уругвайский футболист, защитник клуба «Левски».

## Клубная карьера
Фернандес — воспитанник клубов «Дефенсор Спортинг» и «Ривер Плейт Монтевидео». 12 мая 2018 года в матче против «Дефенсор Спортинг» дебютировал в уругвайской Примере, в составе последнего.
6 августа 2020 года Фернандес перешёл в нидерландский «Херенвен», подписав контракт на 3 года.
4 марта 2021 года Фернандес вернулся в Уругвай, отправившись в аренду в «Монтевидео Сити Торке» до конца года.
15 января 2023 года Фернандес перешёл в «Бостон Ривер».
1 февраля 2024 года Фернандес перешёл в болгарский «Левски», подписав контракт на полтора года.